# Manuel Fumic
Manuel Fumic (ur. 30 marca 1982 w Kirchheim) – niemiecki kolarz górski, pięciokrotny medalista mistrzostw świata i Europy.

## Kariera
Pierwsze sukcesy w karierze Manuel Fumic osiągnął w 2003 roku, kiedy zdobył srebrny medal w kategorii U-23 na mistrzostwach świata w Lugano oraz brązowy w tej samej kategorii na mistrzostwach Europy w Grazu. Na rozgrywanych rok później MŚ w Les Gets i ME w Wałbrzychu był najlepszy wśród młodzieżowców. Pierwszy seniorski medal zdobył wspólnie z Julianem Schelbem, Marcelem Fleschhutem i Sabine Spitz zajmując drugie miejsce w sztafecie cross-country podczas mistrzostw świata w Mont-Sainte-Anne w 2010 roku. W tej samej konkurencji Niemcy w składzie: Markus Schulte-Lünzum, Martin Frey, Sabine Spitz i Manuel Fumic zdobyli brązowy medal na rozgrywanych dwa lata później mistrzostwach świata w Leogang. W 2004 roku wystąpił na igrzyskach olimpijskich w Atenach, gdzie rywalizację indywidualną w cross-country ukończył na dziewiątej pozycji. Na rozgrywanych cztery lata później igrzyskach w Pekinie był jedenasty, a podczas igrzysk olimpijskich w Londynie w 2012 roku zajął siódmą pozycję. Jest także mistrzem Niemiec z 2008 i 2012 roku. W 2013 roku zdobył swój pierwszy indywidualny medal w kategorii seniorów - na mistrzostwach świata w Pietermaritzburgu był drugi w cross-country, przegrywając tylko z Nino Schurterem ze Szwajcarii.
Jego brat, Lado, również jest kolarzem.